# エスパーニャ (戦艦)
|          | |
| 艦歴     | |
| 発注     | フェロル工廠 |
| 起工     | 1909年12月5日 |
| 進水     | 1912年2月5日 |
| 就役     | 1913年10月23日 |
| 退役     | |
| その後   | 1923年8月26日に座礁放棄 |
| 除籍     | |
| 性能諸元 | |
| 排水量   | 基準 15,700トン、満載 16,450トン                                                                                                 |
| 全長     | 434.7 ft (132.51 m) （水線長） 458 ft 9 in (139.88 m) （全長）                                                                   |
| 全幅     | 78 ft (24.0 m) |
| 吃水     | 26 ft 5 in (8.08 m) 最大 |
| 機関     | ヤーロー式石炭・重油混焼水管缶12基 +パーソンズ式直結タービン(低速2基・高速2基)4基4軸推進                                         |
| 最大出力 | 20,000hp |
| 航続性能 | 10ノット/7,500海里 |
| 最大速力 | 19.5ノット (36.1 km/h) |
| 乗員     | 854名(士官+兵員) |
| 兵装     | ヴィッカース Mark H 30.5cm(50口径)連装砲4基8門 10.2cm(50口径)単装砲20基20門 3ポンド(76.2cm)単装高角砲4基4門 口径不明機銃2基      |
| 装甲     | 舷側：230～150～75 mm 甲板：50～38～25mm 主砲： 254mm(前盾)、-mm(側盾)、-mm(後盾)、-mm(天蓋) />バーベット部：250mm 司令塔：230mm |

エスパーニャ（Acorazado España）は、スペイン海軍の戦艦。エスパーニャ級の1番艦。

## 艦歴
フェロル海軍工廠で1909年12月6日起工、1912年2月5日進水、1913年10月23日竣工。第1次世界大戦中はスペイン政府が中立の立場をとったため、戦闘に参加することなく沿岸の防衛に従事。1920年にはチリで行われたマゼラン海峡発見400年祭にスペイン代表を運んでいる。この際、「エスパーニャ」はスペイン海軍でパナマ運河を最初に通過した艦となった。1921年1月29日、チリからの帰路に就いていた「エスパーニャ」はプエルトモント沖で座礁したが、損傷は小さく無事に離礁し本国に帰還した。
この頃モロッコのリーフ地方では、スペイン軍とアブド・エル・クリム率いるベルベル人武装勢力との間で激しい戦闘が繰り広げられていた。「エスパーニャ」はモロッコ近海へ出撃、艦砲射撃で地上部隊への支援を行った。その最中の1923年8月26日、メリリャ近くのトレス･フォルカス岬で座礁し右舷を大破。主砲塔を始めとする上部構造物を撤去して浮揚作業を行うが、作業中の1924年11月に暴風により艦体は更に大きく損傷、ついに離礁は放棄され喪失扱いとなった。
「エスパーニャ」に搭載されていた30.5cm砲と10.2cm砲は沿岸砲台に転用され、1999年まで現役であったものもある。
1931年4月の王制廃止後、姉妹艦の「アルフォンソ13世」が「エスパーニャ」と改名された。

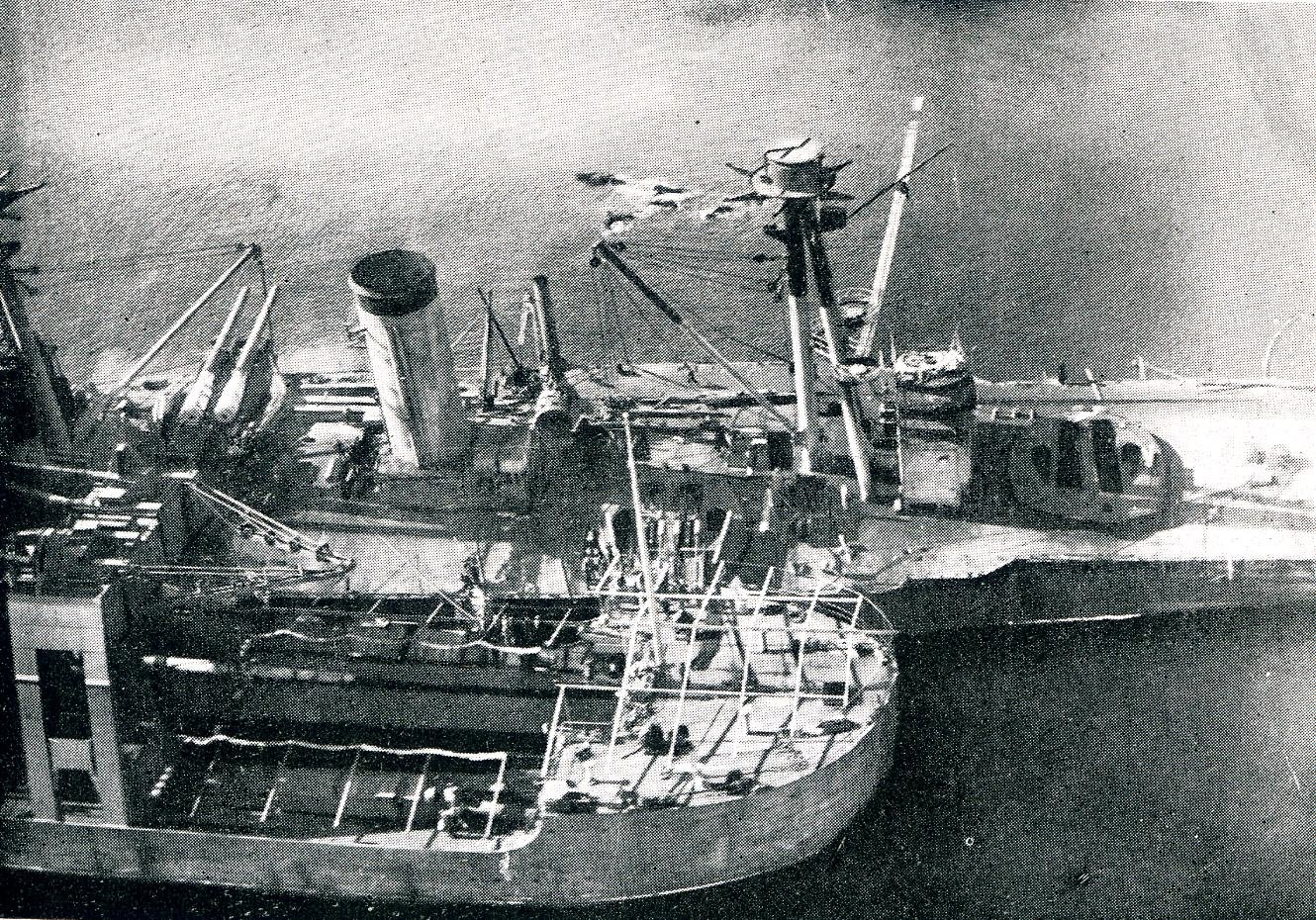
武装を撤去して浮揚を試みるエスパーニャ

## 参考図書
- 「世界の艦船増刊第22集　近代戦艦史」(海人社)
- 「世界の艦船増刊第30集　イギリス戦艦史」(海人社)
- 「世界の艦船増刊第83集　近代戦艦史」(海人社)